# Abdelkhalek El-Banna
Abdelkhalek Samir Ibrahim El-Banna (in arabo عبدالخالق سمير إبراهيم البن‎?; Tanta, 4 luglio 1988) è un canottiere egiziano.

## Biografia
Ha rappresentato la Egitto ai Giochi olimpici estivi di Rio de Janeiro 2016 nel singolo, dove ha concluso al 10 posto in classifica.
Ai Giochi panafricani di Rabat 2019, disputati nelle acque di Salé ha vinto la medaglia d'oro nella staffetta 2×500 metri mista, in coppia con la connazionale Dareen Hegazy, e due medaglie d'oro, nel singolo 500 metri e nel singolo 1000 metri.

## Palmarès
- Giochi panafricani

Rabat 2019: oro nella staffetta 2×500 metri mista; argento nel singolo 1000 m; argento nel singolo 500 m;